# Filipijnse Muridae
Op de Filipijnen komt een unieke verzameling Muridae (muizen en ratten) voor. In dit artikel worden die geografisch en taxonomisch besproken.
De eerste Filipijnse Muridae die door westerse wetenschappers is beschreven was de bonte reuzenschorsrat (Phloeomys cumingi) in 1839. Daarna volgden Phloeomys pallidus in 1879 en Rattus everetti in 1890. In 1890 werd ook al een exemplaar van Apomys datae beschreven, maar het werd nog Mus chrysocomus genoemd. In 1895 werden de resultaten van een expeditie naar Luzon en Mindoro door John Whitehead voor het eerst beknopt gepubliceerd door Oldfield Thomas van het British Museum. In 1898 werden de acht nieuwe soorten van 1895 uitgebreider beschreven; bovendien werden er nog twee soorten toegevoegd. In 1899 werd "Mus chrysocomus" uit Luzon als een nieuwe soort beschreven, Mus datae (later Apomys datae). In 1905 publiceerde Edgar Mearns de bevindingen van zijn onderzoek op Mindanao. Hij vond drie nieuwe geslachten en vijf nieuwe soorten, maar door de onnauwkeurigheid van zijn beschrijvingen kwamen deze later vaak ergens in Rattus terecht, als de zoveelste soort van dat toen zo enorme geslacht. Van toen af werden er tot het begin van de jaren 60 van de 20e eeuw regelmatig nieuwe soorten beschreven. Toen verscheen Guy Musser ten tonele. In 1981 beschreef hij een nieuw geslacht en drie nieuwe soorten, waarmee hij de basis legde voor de latere grote toename van de taxonomische duidelijkheid in de Filipijnse Muridae. In latere publicaties werkte hij vaak samen met Lawrence Heaney. Sinds het eind van de jaren 90 van de 20e eeuw zorgt die samen met Eric Rickart en Blas Tabaranza voor een vloed aan nieuwe artikelen en soorten over de Filipijnse Muridae. In totaal beschreef Musser vijf nieuwe geslachten en negen nieuwe soorten die in de Filipijnen voorkomen. Heaney beschreef tot nu toe geen enkel nieuw geslacht, maar wel tien nieuwe soorten.

## Geografisch

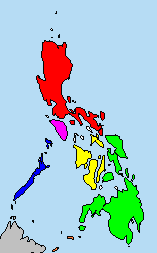
Biogeografische regio's van de Filipijnen.

In de biogeografie is de belangrijkste onderverdeling van de Filipijnen die gebaseerd op de eilanden in het Pleistoceen. De belangrijkste daarvan zijn Groot-Luzon, Groot-Mindanao, Groot-Negros-Panay en Groot-Palawan. De fauna van Groot-Palawan lijkt sterk op die van Borneo.
De Filipijnen kunnen over het algemeen verdeeld worden in een noordelijk en een zuidelijk deel:
- Het zuidelijke deel omvat naast Groot-Mindanao alleen Camiguin. Van de vier soorten die daar voorkomen, komt er één (Crunomys melanius) ook op Mindanao voor, terwijl de beide endemische soorten waarschijnlijk het nauwste verwant zijn aan soorten uit Mindanao.
- Het noordelijke deel omvat naast Groot-Luzon ook Groot-Mindoro, Sibuyan en Groot-Negros-Panay. Op Mindoro komen twee soorten voor die ook op Luzon voorkomen. Chrotomys sibuyanensis uit Sibuyan behoort tot een geslacht dat verder alleen op Mindoro en Luzon voorkomt.

### Camiguin
Camiguin is een klein eiland dat vlak bij Mindanao ligt. Toch is de smalle straat tussen de twee eilanden nooit drooggevallen, zodat er twee endemische knaagdieren voorkomen. Verder komt er een soort voor die gedeeld wordt met Groot-Mindanao (Crunomys melanius) en de wijdverspreide Rattus everetti. Over het algemeen lijkt de fauna toch het meeste op die van het nabijgelegen Mindanao.
Op Camiguin komen de volgende Muridae voor:
- Apomys camiguinensis (endemisch)
- Bullimus gamay (endemisch)
- Crunomys melanius
- Rattus everetti

### Groot-Luzon
Groot-Luzon omvat naast het hoofdeiland Luzon de kleinere eilanden Catanduanes en Marinduque. Vrijwel alle Muridae zijn endemisch, op Rattus everetti en een aantal soorten die met Mindoro gedeeld worden na.
Op Groot-Luzon komen de volgende Muridae voor:
- Catanduanes:
  - Apomys microdon (endemisch in Groot-Luzon)
  - Bonte reuzenschorsrat (endemisch in Groot-Luzon)
  - Rattus everetti
- Luzon:
  - Abditomys latidens (endemisch)
  - Archboldomys kalinga (endemisch)
  - Archboldomys luzonensis (endemisch)
  - Archboldomys musseri (endemisch)
  - Apomys abrae (endemisch)
  - Apomys datae (endemisch)
  - Apomys microdon (endemisch in Groot-Luzon)
  - Apomys musculus
  - Apomys sacobianus (endemisch)
  - Apomys spp. nov. (ten minste deels endemisch)
  - Batomys dentatus (endemisch)
  - Batomys granti (endemisch)
  - Bonte reuzenschorsrat (endemisch in Groot-Luzon)
  - Bullimus luzonicus (endemisch)
  - Carpomys melanurus (endemisch)
  - Carpomys phaeurus (endemisch)
  - Chrotomys gonzalesi (endemisch)
  - Chrotomys mindorensis
  - Chrotomys silaceus (endemisch)
  - Chrotomys whiteheadi (endemisch)
  - Noord-Luzonneusrat (Crunomys fallax) (endemisch)
  - Phloeomys pallidus (endemisch)
  - Rhynchomys banahao (endemisch)
  - Rhynchomys isarogensis (endemisch)
  - Neusrat (Rhynchomys soricoides) (endemisch)
  - Rhynchomys tapulao (endemisch)
  - Tryphomys adustus (endemisch)
  - Schadenbergschorsrat (Crateromys schadenbergi) (endemisch)
  - Rattus everetti
- Marinduque:
  - Bonte reuzenschorsrat (endemisch in Groot-Luzon)
  - Rattus everetti

### Groot-Mindanao
Groot-Mindanao omvat naast Mindanao zelf een groot aantal kleinere eilanden, waarvan Leyte het bekendste is. Alle Muridae zijn endemisch voor de eilandengroep, behalve Crunomys melanius, die ook op Camiguin voorkomt, en Rattus everetti. Ook op Mindanao zelf is een groot aantal Muridae endemisch; slechts drie soorten zijn wijdverspreid in Groot-Mindanao. Ook Dinagat heeft twee endemische soorten.
Op Groot-Mindanao komen de volgende Muridae voor:
- Biliran:
  - Apomys sp. F (endemisch in Groot-Mindanao)
  - Batomys salomonseni (endemisch in Groot-Mindanao)
  - Rattus everetti
- Bohol:
  - Apomys sp. F (endemisch in Groot-Mindanao)
  - Bullimus bagobus (endemisch in Groot-Mindanao)
  - Rattus everetti
- Calicoan:
  - Bullimus bagobus (endemisch in Groot-Mindanao)
- Dinagat:
  - Apomys sp. F (endemisch in Groot-Mindanao)
  - Batomys russatus (endemisch)
  - Batomys salomonseni (endemisch in Groot-Mindanao)
  - Bullimus bagobus (endemisch in Groot-Mindanao)
  - Crateromys australis (endemisch)
  - Rattus everetti
- Leyte:
  - Apomys sp. F (endemisch in Groot-Mindanao)
  - Batomys salomonseni (endemisch in Groot-Mindanao)
  - Bullimus bagobus (endemisch in Groot-Mindanao)
  - Crunomys melanius
  - Rattus everetti
- Maripipi:
  - Bullimus bagobus (endemisch in Groot-Mindanao)
  - Rattus everetti
- Mindanao:
  - Apomys hylocoetes (endemisch)
  - Apomys insignis (endemisch)
  - Batomys salomonseni (endemisch in Groot-Mindanao)
  - Bullimus bagobus (endemisch in Groot-Mindanao)
  - Crunomys melanius
  - Crunomys suncoides (endemisch)
  - Limnomys bryophilus (endemisch)
  - Limnomys sibuanus (endemisch)
  - Rattus everetti
  - Tarsomys apoensis (endemisch)
  - Tarsomys echinatus (endemisch)
- Samar:
  - Bullimus bagobus (endemisch in Groot-Mindanao)
  - Rattus everetti
- Siargao:
  - Bullimus bagobus (endemisch in Groot-Mindanao)
  - Rattus everetti

### Groot-Mindoro
Groot-Mindoro omvat naast Mindoro zelf slechts één eiland waar een soort uit de Muridae is gevonden, namelijk Ilin. Van de totale inheemse fauna van acht soorten zijn er vijf endemisch. Van de resterende drie worden er twee gedeeld met Luzon, terwijl de derde, Rattus everetti, wijdverspreid is in de gehele Filipijnen. Twee soorten, Rattus mindorensis en Anonymomys mindorensis, zijn mogelijk nauwer verwant aan soorten uit Groot-Palawan of de Grote Soenda-eilanden dan aan "echte" Filipijnse soorten.
Op Groot-Mindoro komen de volgende Muridae voor:
- Ilin:
  - Ilinnevelrat (Crateromys paulus) (endemisch)
- Mindoro:
  - Apomys gracilirostris (endemisch)
  - Apomys musculus
  - Apomys sp. E (endemisch)
  - Anonymomys mindorensis (endemisch)
  - Chrotomys mindorensis
  - Rattus everetti
  - Rattus mindorensis (endemisch)

### Groot-Negros-Panay
Groot-Negros-Panay omvat alleen Cebu, Negros en Panay. De enige endemische soort is Crateromys heaneyi; Apomys sp. A/C komt ook voor op Sibuyan.
Op Groot-Negros-Panay komen de volgende Muridae voor:
- Negros:
  - Apomys sp. A/C
- Panay:
  - 'Apomys sp. A/C
  - Crateromys heaneyi (endemisch)
  - Rattus everetti

### Groot-Palawan
Groot-Palawan omvat Palawan en een groot aantal kleine eilanden. Naast een vrij groot aantal endemische soorten wordt een aantal elementen van de fauna gedeeld met Borneo of met de andere Grote Soenda-eilanden.
Op Groot-Palawan komen de volgende Muridae voor:
- Busuanga:
  - Chiropodomys calamianensis (endemisch op Groot-Palawan)
  - Maxomys panglima (endemisch op Groot-Palawan)
  - Rattus tiomanicus
  - Müllers rat (Sundamys muelleri)
- Culion:
  - Maxomys panglima (endemisch op Groot-Palawan)
  - Müllers rat (Sundamys muelleri)
- Balabac:
  - Chiropodomys calamianensis (endemisch op Groot-Palawan)
  - Rattus tiomanicus
  - Müllers rat (Sundamys muelleri)
- Palawan:
  - Chiropodomys calamianensis (endemisch op Groot-Palawan)
  - Haeromys pusillus
  - Maxomys panglima (endemisch op Groot-Palawan)
  - Palawanomys furvus (endemisch)
  - Rattus tiomanicus
  - Müllers rat (Sundamys muelleri)

### Sibuyan
Sibuyan ligt tussen Negros en Panay en Luzon. Van de vier Muridae die er voorkomen zijn er drie endemisch; de derde, Apomys sp. A/C, komt ook voor op Negros en Panay.
- Apomys sp. A/C
- Apomys sp. B (endemisch)
- Chrotomys sibuyanensis (endemisch)
- Rattus sp. (endemisch)

### Groot-Sulu
Groot-Sulu omvat de Sulu-eilanden ten zuidwesten van Mindanao. De enige Muridae die er tot nu toe gevonden is, is Rattus tawitawiensis op Tawitawi. De verwantschappen van die soort zijn onduidelijk, maar ze liggen waarschijnlijk eerder in Soendaland dan in de Filipijnen.
- Tawitawi:
  - Rattus tawitawiensis (Tawitawi)

### Ticao
Ticao ligt ten zuidoosten van Luzon. Het is niet helemaal duidelijk of het al dan niet bij Groot-Luzon hoort.
- Rattus everetti

## Taxonomisch
De Filipijnse Muridae (exclusief de soorten op Groot-Palawan en Rattus tawitawiensis op Tawitawi) zijn in het standaardwerk Mammal Species of the World ingedeeld in een aantal zogeheten divisies (zie ook Taxonomie van de muizen en ratten van de Oude Wereld). Twee daarvan, de Phloeomys- en Chrotomys-divisies, komen uitsluitend in de Filipijnen voor.

### Phloeomys-divisie
Uit genetische gegevens blijkt dat deze divisie de zustergroep is van alle andere Murinae en zich dus al zeer vroeg van de andere leden van de onderfamilie heeft afgesplitst, eerder dan welke groep ook. De divisie omvat twaalf of meer soorten in vier geslachten, vooral op Luzon.
Deze groep omvat vier geslachten:
- Phloeomys (Groot-Luzon)
- Batomys (Luzon, Camiguin, Groot-Mindanao)
- Carpomys (Luzon)
- Crateromys (Luzon, Ilin, Panay, Dinagat)

### Chrotomys-divise
Deze groep is volgens moleculaire onderzoeken verwant aan een grote groep die de inheemse Australische en Nieuw-Guinese Murinae (behalve Rattus) omvat. Ze vormen de tweede hoofdgroep binnen de zogeheten "Old Endemics" van de Filipijnen.
Deze groep omvat vier geslachten:
- Rhynchomys (Luzon)
- Apomys (Groot-Luzon, Mindoro, Groot-Negros-Panay, Sibuyan, Camiguin, Groot-Mindanao)
- Chrotomys (Luzon, Mindoro, Sibuyan)
  - Archboldomys (Luzon)

### Rattus-divisie
Deze divisie omvat een groot aantal geslachten en soorten in alle delen van Zuidoost-Azië en zelfs in Australazië. In de Filipijnen komen zes endemische geslachten voor, waarvan een op Palawan, en daarnaast nog een aantal soorten van Rattus zelf, waarvan een aantal geïntroduceerd. In Groot-Palawan komt ook Sundamys nog voor.
Deze groep omvat de volgende Filipijnse geslachten:
- Abditomys (Luzon)
- Bullimus (Luzon, Camiguin, Groot-Mindanao)
- Limnomys (Mindanao)
- Palawanomys (Palawan)
- Rattus (overal)
- Sundamys (Groot-Palawan)
- Tarsomys (Mindanao)
- Tryphomys (Luzon)

### Overige
Een aantal andere geslachten is niet in de drie hoofdgroepen te plaatsen. Crunomys, dat voorkomt op Luzon, Groot-Mindanao, Camiguin en ook Celebes, vormt samen met Sommeromys uit Celebes de Crunomys-divisie; op basis van morfologische gegevens werd Crunomys als een verwant van de Chrotomys-divisie gezien, maar moleculaire gegevens laten een diepe verwantschap met de Rattus-divisie zien.
Op Mindoro komt nog een onbeschreven soort voor uit het geslacht Maxomys, het enige geslacht in de Maxomys-divisie, dat overigens ook in Groot-Palawan voorkomt. Ook deze divisie is genetisch aan de Rattus-divisie verwant. Daarnaast komt op Mindoro Anonymomys mindorensis voor, de enige soort van zijn geslacht. Dit geslacht is in de eveneens aan de Rattus-divisie verwante Dacnomys-divisie geplaatst, hoewel een verwantschap met Chiropodomys en Haeromys (Micromys-divisie) in het verleden ook is gesuggereerd. Beide geslachten komen ook in Groot-Palawan voor.